# Invasion (TV-serie, 2021)
Invasion är en amerikansk science fiction- och dramaserie vars första säsong hade premiär den 22 oktober 2021 på Apple TV+. Första säsongen bestod av tio avsnitt. Den andra säsongen hade premiär den 23 augusti 2023 på samma kanal. Serien är skapad av Simon Kinberg och David Weil.

## Handling
Serien kretsar kring fem människor i olika delar av världen, efter att jorden drabbats av en utomjordisk invasion, och följer skeendet utifrån dessa personers synvinkel.

## Rollista i urval
- Golshifteh Farahani - Aneesha Malik
- Shamier Anderson - Trevante Cole
- Shioli Kutsuna - Mitsuki Yamato
- Firas Nassar - Ahmed "Manny" Malik
- Aziz Capkurt - Kuchi
- Billy Barratt - Caspar Morrow
- Azhy Robertson - Luke Malik
- Tara Moayedi - Sarah Malik
- Daisuke Tsuji as Kaito Kawaguchi
- Sam Neill - Sheriff Jim Bell Tyson
- India Brown - Jamila Huston
- Paddy Holland - Montgomery (Monty) Cuttermill
- Rinko Kikuchi - Hinata
- Togo Igawa - Ikuro Murai
- Tamara Lawrance - Learah
- Louis Toghill - Darwin Charles
- Cache Vanderpuye - Alfie Ademura